# Dioscorea mesoamericana
Dioscorea mesoamericana är en enhjärtbladig växtart som beskrevs av Oswaldo Téllez Valdés och Mart.-rodr. Dioscorea mesoamericana ingår i släktet Dioscorea och familjen Dioscoreaceae. Inga underarter finns listade i Catalogue of Life.